# Marc Aubert
Marc Aubert, né le 8 août 1912 à Lille est un agent de renseignements français au service de l’Abwehr et du Troisième Reich à l'approche de la Seconde Guerre mondiale.

## Biographie
Marc Aubert est un officier de marine français (enseigne de vaisseau) qui par besoin d’argent, a vendu au Troisième Reich des renseignements militaires confidentiels,.
Marc Aubert, démasqué par les Services de Renseignements français de Guy Schlesser et Paul Paillole en 1938, est condamné pour trahison, à la peine maximale prévue par la loi, le 10 janvier 1939, à Toulon. Marie-Alexandrine Morel, née le 20 août 1913 à Pléchâtel dans le département d'Ille-et-Vilaine, sa compagne et complice, est condamnée à trois ans d’emprisonnement.
Après l'échec de son pourvoi en cassation et le rejet de sa demande de grâce auprès du Président Albert Lebrun, Marc Aubert est fusillé à l’aube du 6 mars 1939, dans les fossés du Fort de Malbousquet à Toulon.
Jean Genet dans son ouvrage autobiographique Journal du voleur raconte : « Marc Aubert m’enseigna que la trahison se développe dans un corps admirable... »